# Trautmannsdorf an der Leitha
Trautmannsdorf an der Leitha osztrák mezőváros Alsó-Ausztria Bruck an der Leitha-i járásában. 2022 januárjában 2962 lakosa volt. 

## Elhelyezkedése

Trautmannsdorf an der Leitha a Bruck an der Leitha-i járásban

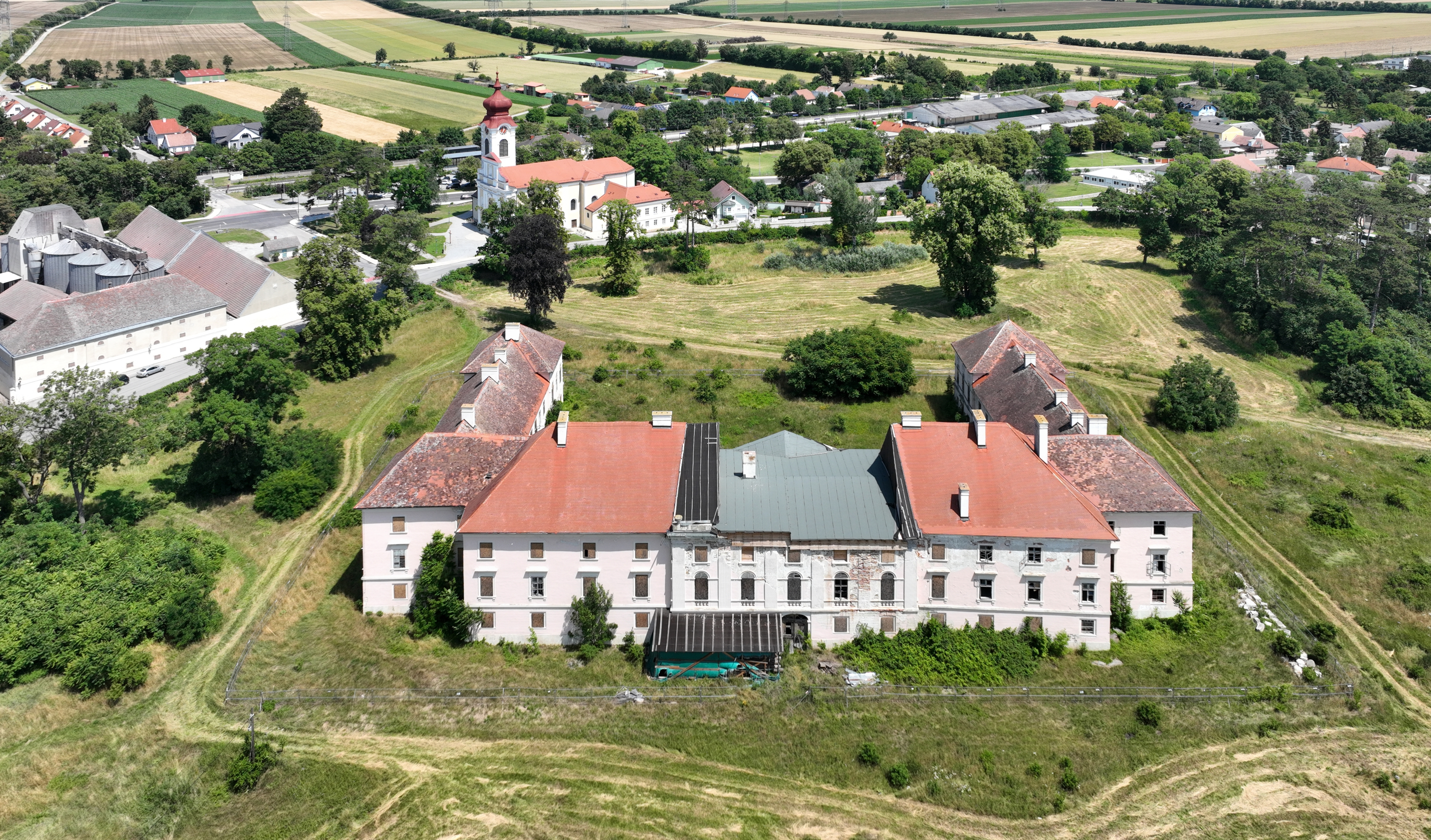
A Batthyány-kastély

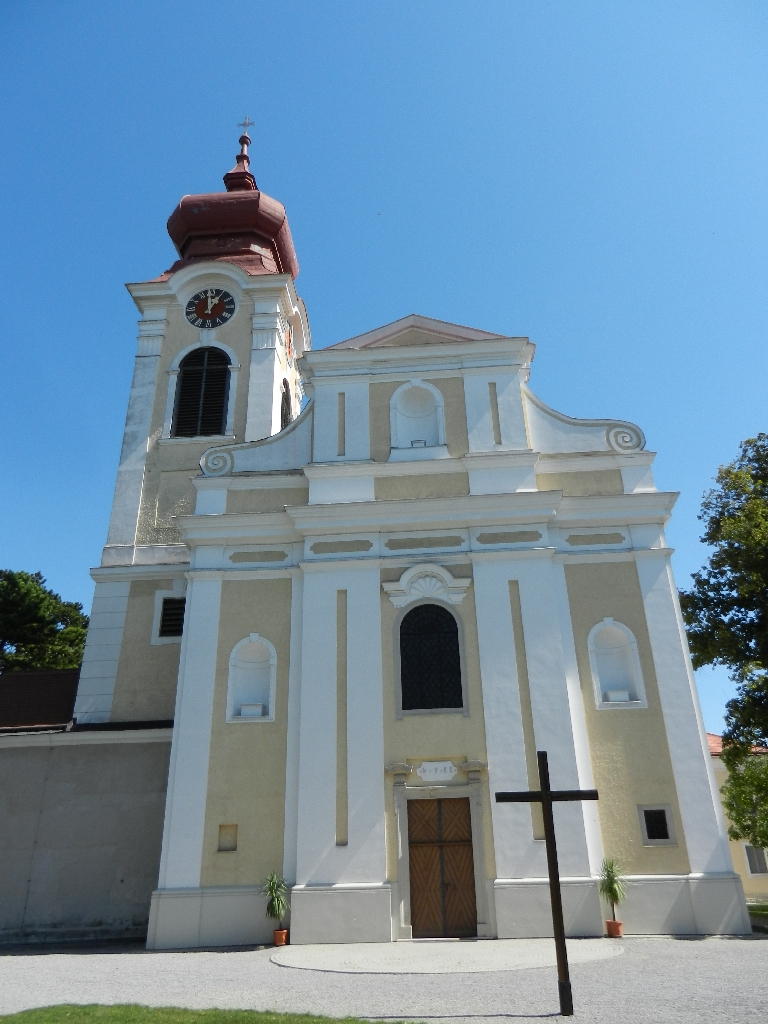
A trautmannsdorfi Szt. Katalin-plébániatemplom

Trautmannsdorf an der Leitha a tartomány Industrieviertel régiójában fekszik, a Bécsi-medencében, a Lajta folyó mentén. Területének 9,7%-a erdő, 76,5% áll mezőgazdasági művelés alatt. Az önkormányzat 4 települést egyesít: Gallbrunn (706 lakos 2022-ben), Sarasdorf (676), Stixneusiedl (597) és Trautmannsdorf an der Leitha (983).
A környező önkormányzatok: délre Lajtasomorja, nyugatra Götzendorf an der Leitha, északnyugatra Enzersdorf an der Fischa, északkeletre Göttlesbrunn-Arbesthal, keletre Bruck an der Leitha, délkeletre Királyhida (Burgenlandban).

## Története
A mezőváros területe az ókorban Pannonia római provinciához tartozott. Nevét feltehetően arról a Trutmann lovagról kapta, aki 1100 körül korábbi birtokát a göttweigi kolostor Lajta-menti földjére cserélte. Jelentős, hétbástyás vára a Magyarország felől érkező támadások ellen volt hivatva védekezni. 1400 körül Trautmannsdorf már mezővárosi jogokkal rendelkezett. Bécs 1529-es első török ostromakor és a második, 1683-as ostrom idején a vár állta a török támadásokat. 1576-tól Trauzmannsdorf a Windisch-Graetz családé volt, 1756-ban pedig Batthyány Károly vásárolta meg. Batthyány Fülöp 1810-ben kezdte meg a régi vár helyén a klasszicista stílusú kastély építését. 
1968-ban az addig önálló Sarasdorf község, 1972-ben pedig Gallbrunn és Stixneusiedl is egyesült Trautmannsdorffal. 

## Lakosság
A Trautmannsdorf an der Leitha-i önkormányzat területén 2022 januárjában 2962 fő élt. A lakosságszám 1971 óta gyarapodó tendenciát mutat. 2020-ban az ittlakók 91%-a volt osztrák állampolgár; a külföldiek közül 1,7% a régi (2004 előtti), 4,6% az új EU-tagállamokból érkezett. 2% az egykori Jugoszlávia (Szlovénia és Horvátország nélkül) vagy Törökország, 0,7% egyéb országok polgára volt. 2001-ben a lakosok 83,6%-a római katolikusnak, 2,4% evangélikusnak, 1,3% ortodoxnak, 1,2% mohamedánnak, 9,2% pedig felekezeten kívülinek vallotta magát. Ugyanekkor a legnagyobb nemzetiségi csoportokat a németek (93,9%) mellett a magyarok (1,2%) és a törökök (1,1%) alkották.
A népesség változása:

| 2016 | 2 815 |
| 2018 | 2 886 |

## Látnivalók
- a Batthyány-kastély

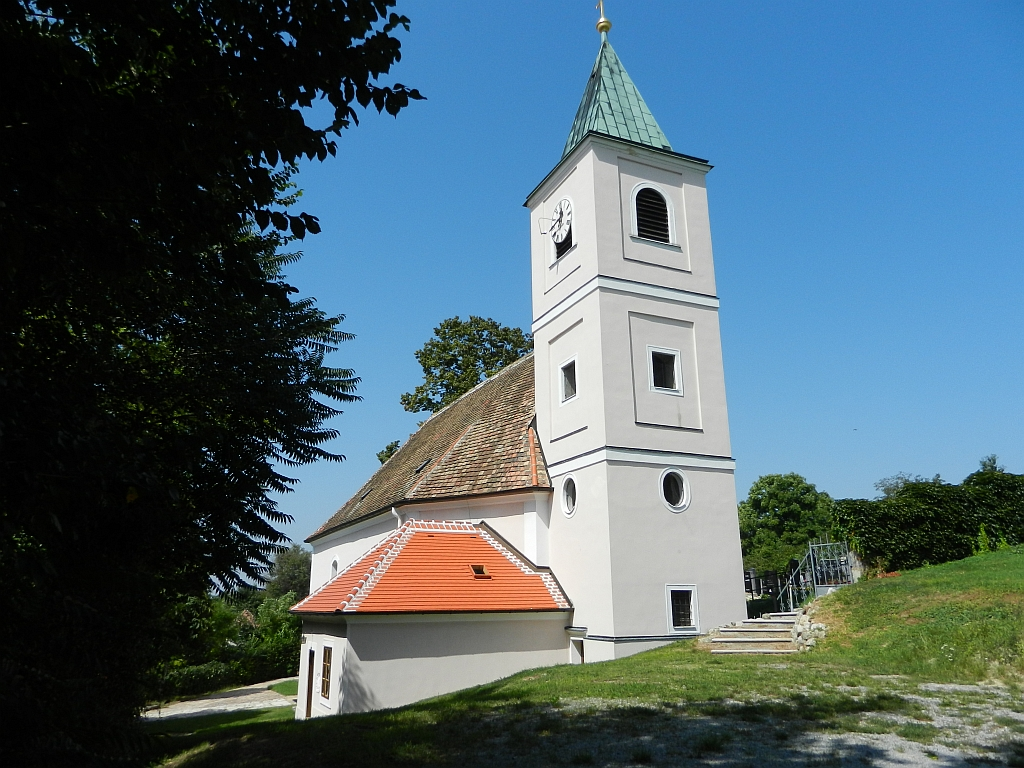
A stixneusiedli Szt. Péter- és Pél-plébániatemplom

- a trautmannsdorfi Szt. Katalin-plébániatemplom
- a gallbrunni Szt. Flórián-plébániatemplom
- a sarasdorfi Szt. Ulrik-plébániatemplom
- a stixneusiedli Szt. Péter és Pál-plébániatemplom

## Fordítás
- Ez a szócikk részben vagy egészben  a   Trautmannsdorf an der Leitha című német Wikipédia-szócikk ezen változatának fordításán alapul.  Az eredeti cikk szerkesztőit annak laptörténete sorolja fel. Ez a jelzés csupán a megfogalmazás eredetét és a szerzői jogokat jelzi, nem szolgál a cikkben szereplő információk forrásmegjelöléseként.